# Ammodramus savannarum
El chingolo saltamontes (Ammodramus savannarum), también llamado sabanero colicorto, chamberguito, tumbarrocío o gorrión chicharra, es una especie de ave paseriforme de la familia Passerellidae distribuida por Norteamérica, Centroamérica y las Antillas. Es de hábitos terrestres y migratorios.
Son aves pequeñas, entre 11 y 13 cm de longitud. Los adultos tienen las partes dorsales listadas con pardo, blanco, negro y gris; tienen el pecho color ante y sin rayas (lo que lo distingue de otras especies de su género); el vientre claro y la cola corta y aguda, de color pardo. Su cara es parda clara con anillo ocular blanco y una corona marrón oscura con una raya clara en medio. También presentan una mancha amarilla junto a la parte delantera del ojo. Los juveniles tienen el pecho rayado.
En la época de reproducción habitan en campos abiertos y praderas en el sureste de Canadá, los Estados Unidos y el norte de México. El nido es una taza abierta construido en el suelo oculto entre la vegetación. Migran en el invierno a regiones ricas en pastizales, al sur de los Estados Unidos, México, América Central y el Caribe, y localmente hasta Colombia y Ecuador.
Se alimentan buscando alimento en el suelo y entre la vegetación, comiendo principalmente insectos y semillas.
El canto del macho es un zumbido que recuerda al canto de ciertos insectos; razón por la que en Puerto Rico es llamado "gorrión chicharra", y en Estados Unidos y Canadá "gorrión saltamontes" (Grasshopper Sparrow).